# Mother Love Bone (álbum)
Mother Love Bone (também conhecido como Stardog Champion) é uma coletânea da banda americana Mother Love Bone, lançado em 22 de setembro de 1992 através da Stardog/Mercury Records.

## Visão global
O álbum contém material do EP Shine (1989) e do álbum Apple (1990). Foi lançado pela PolyGram filial a Stardog/Mercury Records após a banda se dissolver devido à morte do vocalista Andrew Wood.  O álbum alcançou a posição número 77 no Billboard 200, gráfico de álbuns em 1992. Ira Robbins do Entertainment Weekly disse: "Mother Love Bone - Banda do total da produção sugere um jovem, com fome Aerosmith viciado em Led Zeppelin."

## Faixas
Todas as canções escritas por Jeff Ament, Bruce Fairweather, Greg Gilmore, Stone Gossard e Andrew Wood.
Gravado para Apple:
| N.º | Título                            | Duração |  |
| 1.  | "This Is Shangrila"               | 3:41    |  |
| 2.  | "Stardog Champion"                | 4:58    |  |
| 3.  | "Holy Roller"                     | 4:26    |  |
| 4.  | "Bone China"                      | 3:45    |  |
| 5.  | "Come Bite the Apple"             | 5:25    |  |
| 6.  | "Stargazer"                       | 4:49    |  |
| 7.  | "Heartshine"                      | 4:35    |  |
| 8.  | "Captain Hi-Top"                  | 3:05    |  |
| 9.  | "Man of Golden Words"             | 3:40    |  |
| 10. | "Capricorn Sister" (Apple versão) | 4:17    |  |
| 11. | "Gentle Groove"                   | 4:02    |  |
| 12. | "Mr. Danny Boy"                   | 4:49    |  |
| 13. | "Crown of Thorns"                 | 6:21    |  |

Gravado para Shine:
| N.º | Título                         | Duração |  |
| 1.  | "Thru Fade Away"               | 3:40    |  |
| 2.  | "Mindshaker Meltdown"          | 3:47    |  |
| 3.  | "Half Ass Monkey Boy"          | 3:18    |  |
| 4.  | "Chloe Dancer/Crown of Thorns" | 8:40    |  |

### Disco Bônus
| N.º | Título                            | Duração |  |
| 1.  | "Capricorn Sister" (Shine versão) | 3:54    |  |
| 2.  | "Lady Godiva Blues"               | 3:23    |  |

## Integrantes
| Mother Love Bone - Jeff Ament – Baixo, direção de arte - Bruce Fairweather – Guitarra - Greg Gilmore – Bateria - Stone Gossard – Guitarra - Andrew Wood – Vocal, Piano | Produção - Michael Bays – Direção de arte - James Bland – Fotografia - Greg Calbi, Bob Ludwig – masterização - Bruce Calder – produtor em "Stargazer" - Terry Date, Mother Love Bone – Produtor - Mark Dearnley – Produtor, mixagem - Tim Palmer – Mixagem |

## Posições
| Gráfico (1993)  | Posição |
| --------------- | ------- |
| - Billboard 200 | 77      |